# Saw III
Saw III és una pel·lícula de terror nord-americana escrita pels guionistes de la primera pel·lícula James Wan i Leigh Whannell i dirigit per Darren Lynn Bousman i va ser llançat el 27 d'octubre de 2006.
La pel·lícula acaba la primera trilogia de la sèrie que se centra en un estirat al llit de John Kramer, i el seu aprenent Amanda. La pel·lícula conté més història de fons sobre els dos antagonistes. La pel·lícula va ser dedicada a Gregg Hoffman, productor de les dues primeres pel·lícules. Hoffman va morir el 4 de desembre de 2005, poc després de l'anunci oficial de Lions Gate Entertainment de Saw III.

## Argument
El detectiu Matthews es troba tancat en el bany (tal com ho van deixar al final de la segona), Maleint a l'Amanda, intenta trencar la cadena d'alguna manera llavors Eric en veure el peu tallat del Dr.Gordon agafa una serra oxidada amb la qual aquest es va tallar el peu, en no atrevir-se a fer tal brutalitat agafa la tapa de bany amb la qual el fotògraf va matar Zep i es colpeja repetides vegades el turmell fins a trencar-lo i doblegar perquè passés per la pedra de la cadena alliberant així de la trampa. Mentrestant, la detectiu Kerry, el forense Hoffman i el sergent Rigg, investiguen un cas de Jigsaw nou, en el qual un home anomenat Troy, es troba encadenat per diverses parts del seu cos, la seva prova consistia a arrencar les cadenes de les diferents parts el cos abans que explotés una bomba que hi havia a l'habitació. Troy ho fa, però quan li queda una cadena a la mandíbula inferior i veu que no es pot arrencar la bomba explota i mor. Kerry li diu a Rigg hi ha Hoffman que era impossible que sortís perquè a més la porta estava soldada des de fora. No podria haver estat Jigsaw, ja que no seguia el patró dels seus jocs macabres.
Quan Kerry torna a casa és capturada i desperta en una habitació amb un dispositiu enganxat a la seva caixa toràcica. En un vídeo, Jigsaw li explica les regles del seu joc: si en menys d'un minut no agafa una clau que es troba dins d'un recipient amb àcid, la màquina es dispararà i obrirà la seva caixa toràcica; ràpidament Kerry fica la mà i treu la clau, cremant part de la mà, però en obrir el forrellat descobreix que la màquina no s'obre de totes maneres, i llavors s'adona que no té sortida. En aquest moment apareix Amanda, i Kerry la mira, sorpresa, la màquina s'activa i Kerry mor.
Mentrestant, en algun lloc la Dra.Lynn Denlon, després de tenir relacions amb el seu amant (qui li diu que es divorciï per així estar amb ell), es va a l'hospital. En el moment en què arriba els paramèdics porten d'urgència a un nen que havia patit un accident automobilístic. Quan estaven a punt per operar-lo, la Dra.Lynn aconsegueix estabilitzar el petit, salvant-lo. No obstant això la seva vida afectiva estava interferint amb les seves obligacions, cosa que la cap d'infermeres li reclama. Un cop sola als vestidors la doctora és atacada per algú amb la màscara de porc, perdent el coneixement.
En despertar, es troba lligada a una cadira de rodes en un lloc ple d'estranyes maquetes i artefactes. En aquest moment fa la seva aparició Amanda, que porta a la desesperada Lynn fins a un quart on un Jigsaw ja massa malalt l'estava esperant. Jigsaw havia estat pacient d'ella i del Dr. Gordon Lawrence, la seva malaltia ja estava massa avançada, de manera que aquest li demana a Lynn que ho miri i li digui quant temps de vida li queda. Quan Lynn li explica que no hi havia un tractament per a la seva malaltia, Jigsaw es molesta i li torna a preguntar. En realitat, tots dos sabien que potser eren hores les que li quedaven, de manera que Jigsaw li proposa un joc a Lynn: ella havia de mantenir viu el Jigsaw durant dues hores (que era el temps que durava un altre "joc" que l'havia preparat). Si durant aquestes dues hores ell moria, ella també moriria. Per a això, Amanda li posa un collaret que té uns cartutxos d'escopeta al voltant connectat a una màquina que controla el pols cardíac de Jigsaw. Si s'atura, si ella intenta treure's el collar o si intentava fugir, el collaret li volarà el cap. Així comença el joc.
En un altre lloc desperta Jeff, un pare venjatiu que havia perdut el seu fill en un accident automobilístic. Jeff havia passat la seva vida culpant tant al testimoni del que ha passat i al jutge com a qui havia atropellat el seu fill, i somiava trobar un dia i assassinar-los. Això s'havia convertit en la seva obsessió, tant, que va començar a descuidar a la seva altra filla.
Jeff estava tancat en una caixa, on hi havia una gravadora, com altres vegades. La gravadora li explica el que ha de fer: superar una sèrie de proves, i així arribarà fins a l'assassí del seu fill. Jeff aconsegueix alliberar-se de la caixa i comença a caminar per un passadís on troba una caixa amb una nota i una bala, obre una porta i descobreix a una noia lligada de mans, mig congelada i amb uns raigs que li tiren aigua gelada. Aquesta noia és Danica Scott, ella era l'única testimoni de l'assassinat del seu fill, però al no voler testificar va ajudar que l'assassí fos declarat innocent. Jeff pot triar entre salvar o deixar-la morir. Ha d'agafar una clau que es troba al fons de l'habitació, però quan l'aconsegueix és massa tard: la noia s'ha congelat. Mentrestant, la doctora Lynn parla amb Amanda sobre la salut de John i que hauria de portar a un hospital. A John li donen convulsions i entre les dues el salven.
De tornada amb Jeff, ell troba altra capseta, aquesta vegada amb un carregador, i entra en una espècie de nau on hi ha una trituradora en el fons hi ha un home encadenat. Aquesta vegada és el jutge que va absoldre l'assassí del fill de Jeff, i novament Jeff pot escollir entre salvar o deixar morir. Si vol salvar-lo, ha de trobar una clau per lliurar-que està amagada en una incineradora dins de la qual estan les joguines del seu fill (per aconseguir-la ha de cremar). La trituradora s'activa i comença a triturar porcs putrefactes, i els budells d'aquests van lentament ofegant l'home del fons. Després d'uns minuts de dolorós dilema, Jeff activa l'aparell, pren la clau, el salva i junts van a la següent prova.
La doctora Lynn li ha de fer una operació cerebral a John per descomprimir el cervell o morirà. Per a això, agafa un trepant i una radial i li talla un tros de crani. Després d'això, John comença a sentir-se millor, provocant que Amanda sentís gelosia de Lynn. Llavors Amanda corre cap a una habitació i busca una caixa amb medicines i comença a recordar des de quan va segrestar a Adam Faulkner, el porto al bany industrial subterrani sobre d'un monopatí i l'encadena mentre John s'està maquillant i es posa la màscara, Amanda deixa a Adam a la banyera i John tira sang artificial el sòl i s'injecta un tipus de droga en venes perquè aquesta l'ajudi a quedar-se quiet per unes hores i Amanda els deixa les claus a Adam, per pena. John s'adona però no diu res, llavors es fica al llit, Amanda apaga els llums i tanca la porta perquè comenci el joc.
Jeff troba una foto en què surt ell amb els seus 2 fills i obre la porta. Un jove està encadenat en una màquina que comencés a retorçar cadascuna de les seves extremitats fins que parteixin. El jove és Timothy Young, un estudiant de medicina, la mateixa persona que va atropellar el seu fill quan aquest jugava al carrer, i novament Jeff pot escollir sobre la seva vida o mort. Per desactivar-ha d'agafar una clau que aquesta lligada a una escopeta. La màquina s'activa i comença a retorçar els braços i les cames. Quan Jeff intenta aconseguir la clau, tira de la corda i l'escopeta es dispara (malauradament, el jutge estava per mig). Jeff, penedit, intenta aturar la màquina amb les mans i li demana perdó a Timothy, però la màquina continua la seva tasca i li trenca el coll al noi.
Amanda, boja de gelosia agafa la seva pistola i li pega un tret a l'esquena a la doctora Lynn. En aquest moment Jeff troba l'última caixa amb la pistola sense carregador, fica el carregador amb una bala i entra en l'habitació on es troben tots. La doctora Lynn resulta ser l'esposa de Jeff i aquest dispara a Amanda al coll pel que ha fet. John explica que la prova era per Amanda perquè havia estat dolenta. I després li diu a Jeff que si vol la seva família ha de perdonar. Llavors Jeff mata John tallant-li el coll amb una serra circular, abans de morir treu una gravadora i l'activa. En ella, John li explica que no va haver de matar-lo, ja que ell és l'únic que sap on està la seva filla amb una quantitat d'oxigen limitat. En aquest moment John mor i el collaret de la doctora s'activa, matant-la.

## Repartiment
| Actor              | Personatge         |
| Tobin Bell         | John Kramer/Jigsaw |
| Shawnee Smith      | Amanda Young       |
| Angus McFadyen     | Jeff Reinhart      |
| Leigh Whannell     | Adam Stanheight    |
| Bahar Soomekh      | Lynn Denlon        |
| Dina Meyer         | Detective Kerry    |
| Donnie Wahlberg    | Eric Matthews      |
| Costas Mandylor    | Forense Hoffman    |
| Mpho Koaho         | Timothy Young      |
| Barry Flatman -    | Jutge Halden       |
| Debra Lynne McCabe | Danica Scott       |
| J. Larose          | Troy               |
| Lyriq Bent         | Sargento Rigg      |
| Stefan Georgiou    | Dylan Reinhart     |
| Niamh Wilson -     | Corbett Reinhart   |
| Betsy Russell      | Jill Tuck          |
| Kim Roberts        | Deborah            |
| Franky G           | Xavier Chaves      |

## Banda sonora

### Cançons(Versió Estats Units)
1. All That Remains - "This Calling" (3:40)
2. Static-X - "No Submission" (2:42)
3. Slayer - "Eyes of the Insane" (3:23)
4. Lamb Of God - "Walk with Me in Hell" (5:13)
5. Helmet - "Monochrome" (3:48)
6. Disturbed - "Guarded" (3:23)
7. Blue October - "Drilled A Wire Through My Cheek" (4:27)
8. Drowning Pool - "No More" (4:27)
9. Avenged Sevenfold - "Burn It Down"(4:59)
10. Eighteen Visions - "Your Nightmare" (3:25)
11. Opiate For The Masses - "Dead Underground" (3:59)
12. Bullet for My Valentine - "Suffocating Under Words of Sorrow (What Can I Do)" (3:37)
13. Ministry - "Fear Is Big Business" (4:53)
14. Mastodon - "The Wolf Is Loose" (3:36)
15. Hydrovibe Featuring Shawnee Smith - "Killer Inside" (3:19)
16. Hourcast - "Sakkara" (3:46)
17. Meshuggah - "Shed" (3:37)
18. The Smashup - "Effigy" (4:37)
19. Ghost Machine - "Siesta Loca" (3:51)
20. Charlie Clouser - "Shithole Theme" (3:16)

### Cançons(Versió Europea)
Saw III: Banda sonora original de la pel·lícula (Disc 1)
1. All That Remains - "This Calling"
2. Static-X - "No Submission"
3. Slayer - "Eyes of the Insane"
4. Lamb of God - "Walk With Me in Hell"
5. Helmet - "Monochrome"
6. Disturbed - "Guarded"
7. Blue October - "Drilled a Wire Through My Cheek"
8. Drowning Pool - "No More"
9. Avenged Sevenfold - "Burn it Down"
10. Eighteen Visions - "Your Nightmare"
11. Dope Stars Inc. - "Getting Closer"
12. Bullet for My Valentine - "Suffocating Under Words of Sorrow (What Can I Do)"
13. Ministry - "Fear is Big Business"
14. Mastodon - "The Wolf is Loose"
15. Hydrovibe Featuring Shawnee Smith - "Killer Inside"
16. Hourcast - "Sakkara"
17. Lore featuring Sean Brennan of London After Midnight - "Haunting"
18. Samsas Traum - "Anti"
19. Dethklok (credited as Brendon Small and Gene Hoglan) - "Hatredcopter"
20. Emilie Autumn - "Organ Grinder"

Saw III: Banda sonora original de la pel·lícula (Disc 2)
1. "Footcuffed" – Charlie Clouser
2. En cadenas - Charlie Clouser
3. Carrie - Charlie Clouser
4. En la caja - Charlie Clouser
5. Divorcio - Charlie Clouser
6. Amanda - Charlie Clouser
7. Hola, Lynn - Charlie Clouser
8. Hija - Charlie Clouser
9. Liberación de la caja - Charlie Clouser
10. Congelador - Charlie Clouser
11. Sorprendido - Charlie Clouser
12. Algunas cosas - Charlie Clouser
13. Pasillo del muñeco - Charlie Clouser
14. Triturador de cerdos - Charlie Clouser
15. preparación antes de la operación - Charlie Clouser
16. Cirugía- Charlie Clouser
17. Bautismo - Charlie Clouser
18. Lugar de Mierda - Charlie Clouser
19. El anillo - Charlie Clouser
20. Hola, Tim - Charlie Clouser
21. la litera de amanda - Charlie Clouser
22. Lynn habla - Charlie Clouser
23. Reglas - Charlie Clouser
24. Pelea Eric- Charlie Clouser
25. Tu Prueba - Charlie Clouser
26. Arreglame - Charlie Clouser
27. La Última Prueba - Charlie Clouser

### Llista de cançons originals
1. Eyes of the Insane (Remix) – Slayer
2. No Submission – Static-X
3. Victim – Eighteen Visions
4. The Wolf Is Loose – Mastodon
5. Walk With Me in Hell – Lamb of God
6. Monochrome – Helmet
7. This Calling – All That Remains
8. Fury of the Storm – DragonForce
9. Score Suite – Charlie Clouser
10. Empty Hearts – As I Lay Dying
11. Guitared & Feathered – Every Time I Die
12. Killer Inside – Hydrovibe
13. Drilled A Wire Through My Cheek – Blue October
14. Naked – Opiate For The Masses
15. My Dying Heart – Dry Kill Logic

## Saga
- Saw (curtmetratge 2003) (2003)
- Saw
- Saw II
- Saw IV
- Saw V
- Saw VI
- Saw VII
- Saga Saw